# Daleville (Alabama)
Daleville es una ciudad ubicada en el condado de Dale en el estado estadounidense de Alabama. En el censo de 2000, su población era de 4653.

## Demografía
En el 2000 la renta per cápita promedia del hogar era de $34,473, y el ingreso promedio para una familia era de $40,994. El ingreso per cápita para la localidad era de $16,761. Los hombres tenían un ingreso per cápita de $30,997 contra $21,162 para las mujeres.

## Geografía
Daleville se encuentra ubicada en las coordenadas 31°18′9″N 85°42′40″O / 31.30250, -85.71111 (31.302496, -85.711083).
Según la Oficina del Censo de los EE. UU., la ciudad tiene un área total de 13.51 millas cuadradas (34.98 km²).